# Józef Dryglas
Józef Dryglas (vel Drygles; ur. 8 września 1917 w Kriesowie, zm. 20 czerwca 1994) – polski dyplomata, ambasador w Danii (1954–1957) i Korei Północnej (1959–1964, 1968–1971).

## Życiorys
Etatowy pracownik Ministerstwa Spraw Zagranicznych, gdzie pełnił funkcję wicedyrektora Departamentu Administracyjnego (ok. 1957) i Departamentu I (ds. ZSRS i Europy Wschodniej, ok. 1965–1966). Ambasador w Danii w latach 1954–1957. Dwukrotnie był ambasadorem w Korei Północnej: od 1959 do 1964 oraz od 1968 do 1971.
W 1955 odznaczony Medalem 10-lecia Polski Ludowej.
Syn Piotra. Pochowany na Cmentarzu Komunalnym Północnym w Warszawie.